# 페리 랑
페리 랭(Perry Lang, 1959년 12월 24일 ~ )은 미국의 배우, 각본가, 감독이다.
팰로앨토에서 태어났다.

## 방송
- 일라이 스톤 시즌1
- 히든 팜스
- 잭 & 바비
- 에버우드 시즌1
- 앨리어스 시즌1